# Tony Palmer
Tony Palmer (* 29. srpna 1941, Londýn) je anglický filmový režisér, novinář a spisovatel. Studoval na Cambridgeské universitě a později začal pracovat pro BBC. Natočil mnoho dokumentárních filmů o hudebnících (například Leonard Cohen, Ralph Vaughan Williams, Rory Gallagher nebo skupina Cream). Jako novinář psal například pro The New York Times a The Times. Rovněž publikoval několik knih a věnoval se režírování operních a divadelních představení.